# Hirondelle à tête rousse
Cecropis cucullata
Espèce
Synonymes
- Hirundo cucullata (Protonyme)
- Cercropis cucullata

Statut de conservation UICN

 LC  : Préoccupation mineure
L'Hirondelle à tête rousse (Cecropis cucullata) est une espèce de passereaux de la famille des Hirundinidae.
C'est une espèce monotypique (non subdivisées en sous-espèces), parfois classée dans le genre Hirundo.
Son aire de nidification s'étend à travers l'Afrique australe.